# Yves Sente
Pour les articles homonymes, voir Sente.
Yves Sente, né le 17 janvier 1964 à Uccle (province de Brabant) est un scénariste de bande dessinée belge.

## Biographie

### Formation
Yves Sente naît le 17 janvier 1964 à Uccle,. Il est issu d'un père fonctionnaire et d'une mère au foyer, Yves Sente obtient un baccalauréat littéraire puis il se rend aux États-Unis, où il étudie à l'American High School d'Arlington Heights, à Chicago, pendant un an. En 1986, il dépose un dossier de candidature dans la filière droit aux Facultés universitaires Saint-Louis (Bruxelles) et obtient une licence en affaires publiques et internationales (Université catholique de Louvain-la-Neuve). Puis il obtient une maîtrise en gestion à l'École de commerce Solvay. Il montre un grand intérêt pour la géopolitique,,.

### De l'édition à l'écriture de bandes dessinées
En 1991, il est engagé en tant que rédacteur en chef aux Éditions du Lombard, éditeur historique du Journal de Tintin, spécialisé en bande dessinée. Il en devient le directeur éditorial, en 1992 ; avec François Pernot, il lance, entre 1994 et 2006, les collections Signé, Troisième vague, Troisième degré, Polyptyque, Petits Délires et Portail, après avoir changé le logo de l'éditeur.
En parallèle, il entame une carrière de scénariste de bande dessinée avec l'album de Blake et Mortimer, La Machination Voronov, sorti en janvier 2000, l'album reçoit le prix Haxtur de la meilleure histoire courte en Espagne.
Avec le dessinateur André Juillard, il forme dès lors la seconde équipe de repreneurs du classique créé par Edgar P. Jacobs, fonctionnant en alternance avec le binôme Ted Benoit/Jean Van Hamme. Il entreprend l'écriture d'un  diptyque : Les Sarcophages du 6e continent. À la même époque, il publie la série La Vengeance du comte Skarbek, également en deux tomes, avec Grzegorz Rosiński au dessin. Ces différents albums sortent entre 2003 et 2005.
En 2007, il retrouve Rosiński pour la série d'aventures à succès Thorgal. Il est choisi par le créateur et scénariste Jean Van Hamme pour reprendre l'histoire. Sente développe un récit en trois albums, installant le jeune Jolan comme le nouvel héros de la saga. Par ailleurs, il écrit Le Janitor, une série en cinq tomes, dessinée par François Boucq. Enfin, il poursuit Blake et Mortimer, dont il signe le dix-huitième tome, Le Sanctuaire du Gondwana. Ces albums sortent entre 2007 et 2010. À partir de 2008, il quitte la fonction de directeur éditorial du Lombard, devenant conseiller à mi-temps auprès de la direction générale.
En 2010, il propose une nouvelle série, dérivée de Thorgal : Kriss de Valnor, avec Giulio De Vita au dessin. Il écrit les cinq premiers tomes, publiés entre 2010 et 2014, avant de passer la main à Matthieu Mariolle et Xavier Dorison pour les deux derniers tomes. En 2013, il cède également l'écriture de la série-mère Thorgal à Dorison, après deux tomes montrant le retour de Thorgal au premier plan.
Depuis 2014, il se concentre sur la livraison régulière de scénarios de Blake et Mortimer et sur l'écriture d'une autre série créée par Jean Van Hamme : XIII, qu'il scénarise depuis le tome 20 (Le Jour du Mayflower, sorti en 2011), pour le dessinateur Youri Jigounov.
En 2016, il signe l'histoire de Il s'appelait Ptirou, douzième tome de la série dérivée Le Spirou de..., publiée aux éditions Dupuis. C'est Laurent Verron qui dessine cette réinvention de l'histoire du véritable groom qui a inspiré le personnage créé en 1938 par Rob-Vel. Le one shot initial se voit prolongé et devient une série intitulée Mademoiselle J et compte trois titres en 2023.
En 2023, il lance le diptyque de science-fiction Omula et Rema avec le dessinateur Jorge Miguel et la coloriste Delf aux éditions parisiennes Rue de Sèvres,. Il écrit le second volet intitulé La Naissance d'un empire et publié chez le même éditeur l'année suivante. Avec Signé Olrik, il part sur les traces d'Excalibur dans les Cornouailles pour ce qui sera l'ultime Blake et Mortimer d'André Juillard en 2024,. Pour célébrer le 40e anniversaire de la série XIII, il sort le 29e tome intitulé : Moscow-Spaso House qui a connu une prépublication dans Le Figaro en été de la même année,.
En 2025, il écrit son premier roman, le thriller : L’Expérience pentagramme, publié aux éditions Verso, label du Seuil,,.

## Publications
En tant que scénariste, il a écrit :

### Romancier
- Yves Sente, L’Expérience pentagramme[23],[45], Paris, Éditions Verso, 2025, 470 p. (ISBN 978-2-38643-130-2).

## Prix et distinctions
- 2000 :  prix Haxtur de la meilleure histoire courte pour Blake et Mortimer : La Machination Voronov (avec André Juillard)[14] ;
- 2005 :  prix du meilleur scénario décerné par la Chambre belge des experts en bande dessinée[46] pour La Vengeance du comte Skarbek ;
- 2018 :
  -  prix Saint-Michel du meilleur album pour Le Spirou de..., t. 12 : Il s'appelait Ptirou, avec Laurent Verron[1] ;
  -  prix Diagonale-Le Soir du meilleur album pour Cinq branches de coton noir  avec Steve Cuzor[47] ;
  -  prix Coup de Cœur au festival Quai des Bulles pour Cinq branches de coton noir avec Steve Cuzor[48] ;
- 2019 : Finaliste prix de la BD Fnac France Inter[49] pour Cinq branches de coton noir avec Steve Cuzor.

#### Livres
: document utilisé comme source pour la rédaction de cet article.
- Jean-Louis Lechat, Un demi-siècle d’aventures t. 2 : 1970 - 1996, Bruxelles, Le Lombard, 5 décembre 1996, 224 p., ill. ; 31 cm (ISBN 280361233X, OCLC 37995939, BNF 37539082, présentation en ligne), p. 162, 165, 168, 170, 172, 175, 176, 177, 178, 181, 182, 188, 195, 198, 200, 201. .
- Jacques Fiérain, « Sente, Yves », dans La BD à Bruxelles et en Brabant, Charleroi, Éd. l'Âge d'or, avril 2003, 144 p., ill. ; 31 cm (ISBN 9782960119664 et 2960119665, OCLC 470388171, présentation en ligne), p. 124.
- Patrick Gaumer, « Sente, Yves », dans Dictionnaire mondial de la BD, Paris, Larousse, 2010, 953 p., ill. ; 27 cm (ISBN 978-2-0358-4331-9 et 2-0358-4331-6, OCLC 920924930, présentation en ligne), p. 765-766. .
- Philippe Mellot, Michel Denni, Laurent Turpin et Isabelle Morzadec, Trésors de la bande dessinée : BDM 2022-2023 - Catalogue encyclopédique et Argus, Paris, Les Arènes, novembre 2022, 23e éd., 1677 p., ill. ; 23 cm (ISBN 9791037507280, OCLC 1351462460, présentation en ligne), p. 174, 175, 176, 296, 652, 776, 1253, 1254, 1376, 1426. .

#### Périodiques
- Yves Sente (interviewé par Frédéric Bosser, Corinne Kuperberg, Violaine Joffart), « Dossier : La piste aux étoiles - Les Éditeurs - Entretien avec Yves Sente (Le Lombard) », BullDozer, no 4,‎ décembre 2005 (ISSN 1775-0652).
- Yves Sente (interviewé par Frédéric Bosser), « Enquête : Peut-on vendre à 500.000 ex et être Grand prix d'Angoulême ? - Entretien avec Yves Sente », BullDozer, no 5,‎ février 2006 (ISSN 1775-0652).
- Jean Van Hamme (interviewé), Yves Sente (interviewé), Frédéric Bosser et Jean-Pierre Fuéri, « L'élève et le maître », dBD, no 17,‎ octobre 2007, p. 46-54.
- Thibaut Dary, « Portrait : Yves Sente, scénariste en série(s) », Le Figaro Magazine,‎ 24 décembre 2010 (lire en ligne, consulté le 14 janvier 2023).
- Yves Sente et Iouri Jigounov (interviewés) et Paul Giner, « Case à case : Faire du XIII, pas du Van Hamme - Entretien avec Yves Sente et Iouri Jigounov », Casemate, no 42,‎ novembre 2011.
- Yves Sente (interviewé par Jean-Philippe Renoux), « Yves Sente, dans les traces de Van Hamme », Zoo le Mag, no 44,‎ décembre 2012, p. 22-23
- François Lestavel, Yves Sente et Jean Van Hamme, « Interview. Yves Sente et Jean Van Hamme: le succès en série », Paris Match,‎ 18 décembre 2012 (lire en ligne).
- Yves Sente (interviewé) et Sophie Bogrow, « La fausse histoire du vrai Spirou », Casemate, no 109,‎ décembre 2017, p. 26-27.
- Yves Sente (interviewé par Frédéric Granier), « Rencontre avec le scénariste de Blake et Mortimer : « J’écris les albums que j’aurais aimé lire » », Géo, no 47,‎ octobre-novembre 2019 (lire en ligne, consulté le 22 juin 2022).
- Paul Satis, « Bienvenue dans ma bibliothèque : Yves Sente », Spirou, Dupuis, no 4300,‎ 9 septembre 2020 (ISSN 0771-8071).
- Paul Satis, « Bienvenue dans mon atelier : Yves Sente », Spirou, Dupuis, no 4472,‎ 27 décembre 2023 (ISSN 0771-8071).

#### Articles
- Philippe Guillaume et François Lebrun, « Yves Sente, l'âme de la Troisième Vague », Les Échos, no 18699,‎ 18 juillet 2002.
- Yves Sente (interviewé par Brieg F. Haslé), « Yves Sente, le Vatican et le Janitor », Auracan,‎ 27 novembre 2007 (lire en ligne, consulté le 22 juin 2022).
- Yves Sente et Olivier Renault, « Interview. Yves Sente, repreneur en série, de séries cultes », Ouest France,‎ 19 novembre 2010 (lire en ligne).
- Detraz, « Yves Sente modèle la vie de XIII, Thorgal, Blake et Mortimer », Le Matin,‎ 28 octobre 2012.
- Yves Sente (interviewé par Charles-Louis Detournay), « Je m’étais fixé le défi de rassembler les thématiques chères à Jacobs en une seule histoire. », ActuaBD,‎ 22 janvier 2020 (lire en ligne, consulté le 22 juin 2022).
- Yves Sente (interviewé par Philippe Tomblaine), « Interviews : « Omula et Rema » : la fondation de Rome mise au féminin… », BDzoom,‎ 22 octobre 2024 (lire en ligne, consulté le 2 novembre 2024).

### Vidéographie
- [vidéo] « Conférence Olrik avec Hubert et Laurent Védrine, Yves Sente (Histoire de Lire - Versailles) », sur YouTube